# Respect des fonds
Pour les articles homonymes, voir Respect.
 (septembre 2011).
Le respect des fonds est l'un des principes fondamentaux de l'archivistique française (et en partie francophone). Il conjugue le respect de provenance d'un fonds d'archives avec le classement cohérent des documents qui le composent (sous-fonds, dossiers, etc., ayant eux-mêmes une cohérence interne). Ce principe implique de respecter l'intégrité matérielle et intellectuelle de chaque fonds sans tenter de séparer les documents les uns des autres et sans les répartir dans des catégories artificielles en fonction de leur sujet.
Il interdit aussi d'extraire d'un fonds des documents qui semblent ne pas avoir de lien avec le reste du fonds.
Classement et instruments de recherche (répertoire, inventaire, bases de données, etc.) doivent permettre au chercheur de ne pas perdre de vue le lien organique unissant chaque document à l'entité qui l'a produit et, partant, d'appréhender plus justement l'ensemble des activités du producteur d'archives.
Il s'oppose ainsi à la collection d'archives, qui est un mélange de documents collectés arbitrairement par le collectionneur selon ses goûts et ses centres d'intérêt.

## Historique du principe
L'unité des fonds d'archives n'est pas, et de loin, l'une des pratiques les plus anciennes de l'archiviste institutionnelle. Elle ne remonte, pour les exemples les plus anciens, qu'au XVIIIe siècle.

### Archives médiévales
La création progressive de fonds d'archives par les États (Conseils, trésor des Chartes…) et leurs administrations (chancelleries, chambres de comptes, parlements, lieutenances, shires, amirautés, etc.), les établissements particuliers (universités, collèges, abbayes, villes, etc.) et les particuliers (aristocratie, bourgeoisie, paysannerie) a naturellement établi des fonds liés à un usage d'abord local, voire personnel. Ces fonds ont subi, comme c'est encore vrai aujourd'hui, l'effet de la théorie des trois âges, selon laquelle les documents non récemment produits subissent peu à peu une part de désintérêt, notamment s'ils ne viennent plus appuyer de manière efficace un droit ou un revenu. On retrouve fréquemment des lambeaux d'archives médiévales dans des reliures de manuscrits anciens.
Il semble en effet que nul ne se souciait avant le milieu de XIXe siècle de conserver ensemble (c'est-à-dire dans un même lieu, des documents de même provenance). Pourtant, l'analyse des fonds médiévaux encore conservés dans les organismes producteurs (tels ceux de l'Abbaye territoriale de Saint-Maurice d'Agaune en Suisse, canton du Valais, VIe – XVIe siècles) révèle le classement type tel qu'il s'organisait dans de nombreuses abbayes : les pièces d'archives sont regroupées dès l'origine par centres d'intérêt spécifiques : statuts, propriétés, recopiés ensuite dans des cartulaires. Ceci se retrouve également dans les cartons des séries G et H des archives départementales françaises, quand ils sont conservés.

### Chartriers
Les papiers personnels des seigneurs sont venus former ou enrichir les chartriers. Pour beaucoup, ces fonds remontent à plusieurs siècles, et sont majoritairement conservés en mains privées. L'un des exemples les mieux étudiés est le chartrier des Grimaldi, conservé au palais de Monaco (Archives du Palais princier, notamment les séries E à J, S et T) ,. Les grandes familles avaient tout intérêt à conserver chez elles les documents concernant la gestion de leurs domaines. La nobility britannique (pairies anglaises et écossaises) regorge également de fonds originels de ce type, tel le chartrier des ducs de Buccleuch (National archives of Scothland, GB 234, 1165-1947, 176 mL).

### Démembrement des fonds
La pratique du dépècement des fonds n'est pas datable. L'absence de respect formel permettait à tout usager de se servir des pièces trouvées ça, et de les ranger là ; aux héritiers de les partager à l'encan, à moins de les brûler ou de les vendre. L'incendie de la Chambre des comptes de Paris, quoique accidentel en 1737, marqua la perte de documents précieux mais aussi le début de la dispersion de ce qui avait été sauvé. Des « antiquaires » avertis surent récupérer ou acheter de nombreuses pièces éparses, créant des collections aujourd'hui conservées à la Bibliothèque nationale de France (collections Gaignières, Clairambault) ou dans certaines Archives départementales (série F, ou maintenant J), telle la collection Danquin à Caen (Arch. dép. Calvados, F, passim). Cette époque des collectionneurs se continua après le XVIIIe siècle, provoquant parfois une dispersion à l'infini des éléments restés en mains privées. On peut noter toutefois la richesse autant que la variété de la fameuse collection des « Pièces originales », également à la même B.n.F., laquelle continue de bénéficier de dons ou d'acquisitions de registres.
La pratique courante des gardes d'archives, par ailleurs, était de ranger les liasses ou les pièces par lieux, matières ou individus. Cette pratique a influé sur de nombreux fonds dont la collecte tardive a maintenu le respect d'un fonds déjà transformé par une approche intellectuelle de son classement interne. Des règles se sont peu à peu établies dans la pratique des archivistes, comme celles synthétisées par Baldassare Bonifacio (1584-1659) à Venise en 1632 ou en France, par Pierre-Camille le Moine.

### En France: Archives et Révolution
En France, les ordonnances et lois édictées pendant la Révolution française engendrèrent plusieurs décisions concernant les archives des établissements religieux et d'une partie de l'aristocratie, qui amenèrent soit à la dispersion (au profit toutefois de la puissance publique, 1789-1790), soit à la destruction des documents (loi sur le brûlement des « titres féodaux », 1794). L'organisation des Archives nationales puis départementales entraîna l'afflux des fonds de toutes provenances vers des dépôts non prévus à l'origine pour la conservation des archives. Dans les départements, les bibliothèques des abbayes (déjà mis à mal par la pratique de la commende) furent destinées aux nouvelles bibliothèques municipales, et les archives des mêmes établissements et leurs prieurés aux préfectures (Archives départementales). Les gardes des Archives nationales balbutiantes, devant la masse de documents, ne retinrent dans un premier temps que deux typologies de conditionnement : les registres et les liasses (ou cartons, souvent de même format). Des collections entières furent alors créées en extrayant des fonds d'archives royales ou saisies sur les princes, quantité de registres : séries J et JJ (trésor des Chartes), K et KK (« Monuments historiques » ou collection de fonds intéressant l'histoire du royaume), L et LL (« Monuments ecclésiastiques » ou collections de fonds intéressant l'histoire des diocèses et quelques établissements religieux), M et MM (Ordres militaires et hospitaliers, Universités et collèges, etc) et enfin P et PP (Chambre des Comptes de Paris, partiellement, et autres comptabilités). Les doubles lettres désignent ici la collection factice de registres.
Ce modèle de dispersion en collection, initié par Pierre Daunou en 1808 est malheureusement impossible à inverser. C'est sans compter, par ailleurs, les sceaux qui furent presque partout détachés des documents d'origine.
La France ne fut pas la seule à voir ses fonds d'archives patrimoniaux publics et privés changer de main au fil des événements. La suppression des abbayes à l'époque de Henri VIII dans l'Angleterre du XVIe siècle avait déjà montré un exemple de dévolution légale d'archives voire de spoliation. Au reste, la Russie de 1917 fit de même avec ses anciennes institutions ecclésiastiques et aristocratiques.
En définitive, la bonne conservation des fonds anciens d'archives, là où elle existe encore, résulte certainement d'un désintérêt dont avaient pu bénéficier certains fonds de la part des archivistes eux-mêmes, notamment en France avant 1841.

### Instructions de 1841
C'est à Natalis de Wailly que revient le mérite d'avoir fait promulguer une instruction qui érigeât en nouvelle doctrine archivistique le principe du respect des fonds. Il fit imposer des « Instructions pour la mise en ordre et le classement des Archives départementales et communale », le 24 avril 1841.
D'une certaine manière, chez les archivistes paléographes français sortis de l'école des chartes, et chargés de la mettre en pratique, cette instruction n'avait rien de révolutionnaire. Il s'agissait de graver dans le marbre la fin des mauvaises pratiques.

## Règles principales

### Principe de provenance
Le principe de provenance (en allemand Provenienzprinzip) des documents d'un fonds d'archives est prioritaire sur toute autre méthode de classement d'archives. En France, il a été systématisé dans les cadres de classement des archives départementales en 1841, en instituant des séries par origine des fonds (pouvoir royal, familles, clergés régulier et séculier, préfectures, etc.), reconnaissables par des lettres de l'alphabet s'appliquant à toute une série (pouvoir royal : A ; clergé régulier : H, etc.). Ces instructions, applicables en 1842 aux archives communales, et en 1854 aux archives hospitalières françaises, ont été mises à jour entre 1926 et 1979.
Ce qui est pris en compte, c'est la provenance des archives en fonction du producteur déposant ou versant ses archives à un dépôt d'archives institutionnel (archives nationales ou territoriales) ou privé (archives d'entreprise, tiers archiveur). À l'intérieur d'un fonds versé, il peut exister des sous-fonds d'origines multiples mais généralement en lien hiérarchique ou historique avec le dernier détenteur. Cela apporte une information qui peut être utile au chercheur. De même, un fonds d'archives peut contenir des dossiers presque semblables, compte tenu de l'histoire du fonds final. C'est le classement du fonds qui doit éclaircir la cohérence de l'ensemble, tout en préservant le principe de non-mélange.

### Principe de non-mélange de fonds
Le principe de non-mélange de fonds revient, dans le cas de fonds désordonnés à la suite de vicissitudes, à comprendre le fonctionnement des institutions qui ont produit des archives, et à rendre au fonds la cohérence des documents les uns par rapport aux autres. Ce principe va à l'encontre du classement par typologie, autrefois aux Archives nationales entre 1808 et 1841, où certaines séries ne sont constituées que de registres (séries à doubles lettres) extraits des fonds organiques correspondants (séries à simple lettre). Par exemple, les séries K et KK, P et PP citées plus haut.
Cependant, dans le cas de documents dépassant exagérément le format habituel des autres pièces d'un fonds, il est généralement procédé à son extraction matérielle d'une boîte d'archives de conservation, mais il conserve sa cote initiale et figure dans l'inventaire ou le répertoire du fonds. C'est le cas par exemple des plans ou affiches qui nécessitent d'être conservés à plat dans des tiroirs spéciaux, parfois de plaques de verre iconographiques, supports magnétiques ou informatiques présents dans une liasse. La conservation de la cote primitive garantit le respect des fonds.

### Principe de l'ordre primitif
Le principe de l'ordre primitif est souhaitable si manifestement l'archiviste a affaire à un fonds d'archives qui n'a subi aucune altération ni mélange visibles. Il est de bon sens de conserver, dans l'intérêt du chercheur, un ordre cohérent établi par le producteur. Dans ce cas, les documents doivent être laissés tels quels à l'intérieur d'une liasse. Pour les documents reliés depuis longtemps par un fil ou une agrafe, il n'est pas nécessaire de les détacher. Cependant, dans le cas d'épingles ou de trombones altérables ou rouillés, on doit les enlever sans perturber l'ordre des pièces dans le dossier.

## Fonds clos et séries continues
Les fonds clos sont les fonds d'archives d'organismes ayant disparu. Toutefois, en France, certains fonds sont considérés comme clos, afin de faire face au traitement d'archives plus récentes mais matériellement massives. Les archives contemporaines, notamment en ce qui concerne les archives publiques, sont donc de moins en moins classées en séries de provenance.
En France, par exemple, les archives publiques postérieures au 10 juillet 1940 sont classées dans la nouvelle série W des archives départementales (créée le 31 décembre 1979). Cette série, tout en appliquant le mode de classement en série continue, c'est-à-dire « à tout venant », au fur et à mesure des entrées et versements par les organismes publics, adhère au respect des fonds en obligeant un classement en sous-séries selon la provenance des archives. Par exemple : 1 W, préfecture ; 2 W, Direction départementale de l'équipement ; 3 W, Caisse d'assurance maladie locale… puis 99 W, à nouveau des archives de la préfecture, 213 W de la DDE, etc. L'archiviste doit alors indiquer sa description à l'aide d'un thésaurus documentaire spécifique appelé le Thesaurus W qui recense les organismes publics français et leurs activités administratives